# Poszttraumás stressz zavar
A poszttraumás stressz zavar (post-traumatic stress disorder, PTSD) vagy poszttraumatikus stressz szindróma egyfajta védekezési mechanizmus, amely traumatikus események után lép fel. Korábbi kriminális, borzalmas, vagy egyéb okból traumatikus hatású eseményekhez kapcsolódó emlékképek nem kívánt, tudatban való ismételt megjelenése.

## Története
Samuel Pepys angol haditengerészeti tudósító az 1666-os londoni tűz után írt először a túlélőknél jelentkező PTSD tüneteihez hasonló tünetekről. Később a 19. század közepe felé Trimble írt vasúti balesetet elszenvedő egyénekről, akik különböző poszttraumás tüneteket produkáltak (hisztéria). A „shell shock” más néven tüzérségi (lövedék) sokk (a shell ebben az esetben az angol hadseregben alkalmazott tüzérségi lövedékek, tüzérségi gránátok összefoglaló neve) kifejezést  az első világháborúban használták a harc során keletkezett stressz okozta tünetek megnevezésére, mint fáradtság, lassú reakcióidő, határozatlanság. Ezekre a katonákra jellemző volt, hogy gyorsan lekapcsolták őket és sokszor képtelenek voltak a megfelelő rangsorolásra. A harctéri idegsokk nem tévesztendő össze más akut stressz zavarokkal. A második világháború után jelentkezett a koncentrációs tábor szindróma, majd a vietnámi háború után is számos eset számolt be a veteránok különböző pszichiátriai betegségeiről. 
Stressz-okok lehetnek egyszeri vagy többszöri, rövid vagy elhúzódó, ember általi (baleseti katasztrófa vagy szándékosan okozott), természeti katasztrófa.

## A trauma feldolgozása

### Horowitz szerint a trauma feldolgozása 5 fázisból áll
1. megdöbbenés, sírás
2. elkerülő viselkedés
3. oszcilláció (ingadozás) az intrúzió (behatolás) és az elkerülés között
4. átmenet
5. integráció

A poszttraumás stressz betegségben szenvedők újra és újra átélik a traumát, gyakran visszatérő gondolatok, traumás álmok gyötrik őket. Jellemző rájuk a pszichés közöny és elkerülés, kerülik a traumával kapcsolatos érzéseket, helyzeteket, helyeket, csökken az általános érdeklődésük, a tanult készségek visszafejlődnek. Emelkedett arousal szintjük miatt jóval ingerlékenyebbek az átlagnál.
Három formája lehet. Akut PTSD-ről akkor van szó, mikor a tünetek kevesebb mint 3 hónapja állnak fent. Krónikus PTSD-nek nevezzük, mikor a tünetek már több mint 3 hónapja állnak fent. Ha a tünetek a traumát követően 6 hónapon túl jelentkeznek, akkor késleltetett kezdetű PTSD-ről beszélünk.
Kisdedkorban ritkán alakul ki felismerhető tünetegyüttes, óvodás korban a verbalizáció csökkenése, kognitív zavarok, szorongásos kötödés, pszichoszomatikus tünetek, generalizált rémálmok, repetitív játékok, regresszió, ingerlékenység utalhatnak a PTSD-re. Iskoláskorban inkább változatos viselkedési és érzelmi tünetek, koncentrációcsökkenés, szomatikus tünetek jelentkezhetnek és sokszor a jövőkép is megváltozik. Fokozott dependencia, a függetlenné válás siettetése és acting out viselkedés jellemző a serdülőkre.

## Differenciál diagnózis
- Alkalmazkodási zavar
- Depresszió
- Szomatoform zavar
- Generalizált anxietás
- Disszociatív konverziós zavar
- Viselkedészavar
- Specifikus fóbiák
- Pánikbetegség

Gyakran alkohollal vagy más szerrel való visszaélés is együtt jár a PTSD-vel.
A PTSD kezelésére számos terápiás lehetőség van. Egyénre tervezett terápia, egyéni és csoportos pszichoterápia, játékterápia, kognitív-viselkedésterápia, expozíciós terápia, melynek során a beteg többször újra átéli a félelemkeltő élményt kontrollált körülmények között, hogy feldolgozza a traumát. A gyógyszerek segíthetnek a depresszió és a szorongás társtüneteinek enyhítésében és az alvás elősegítésében. Korábban úgy gondolták, hogy a PTSD kialakulásának esélyét csökkenti az emberek kikérdezése röviddel a trauma után (ún. "debriefing"), mára azonban kiderült, hogy ez az eljárás nem hasznos, sőt potenciálisan káros, lassíthatja a természetes felépülést.